# Новосадско позориште
Новосадско позориште  (мађ. Újvidéki Színház) је мало позориште на мађарском језику у Србији. Налази се у насељу Роткварија, у близини центра града у улици Јована Суботића, у Новом Саду, административном центру српске покрајине Војводине.
Позориште је основано 1974. године, а његова прва представа била је Macskajáték (Мачја игра) Иштвана Еркењија, која је одржана 27. јануара 1974. године. Пре тога у Војводини је постојало само једно позориште на мађарском језику и налазило се у Суботици.

## Галерија
- Некадашњи изглед позоришта
- Улаз позоришта
- Улаз позоришта